# Environnement au Pakistan
L'environnement au Pakistan est l'environnement (ensemble des éléments - biotiques ou abiotiques - qui entourent un individu ou une espèce et dont certains contribuent directement à subvenir à ses besoins) du pays Pakistan, pays d'Asie. Le Pakistan est le 6e pays le plus peuplé au monde, avec 194 098 063 habitants en 2016. La population exerce de ce fait une pression importante sur les milieux et les ressources, avec une pression par habitant qui reste faible en comparaison d'autres pays plus développés. Les problématiques liés à la pollution de l'air, de l'eau, et aux métaux lourds sont parmi les plus importantes au monde.

## La biodiversité du Pakistan
Le climat est de type tropical au sud et subtropical au nord, avec des moussons. Il existe deux saisons : la saison sèche (de novembre à avril) et la saison humide (de mai à octobre). En raison des différences de latitude et du relief varié, le climat diffère considérablement selon les régions.
Le sol est occupé à 43 % par la forêt.
Impacts sur les milieux naturels
Le Pakistan est le 6e pays le plus peuplé au monde, avec 194 098 063 habitants en 2016. La population exerce de ce fait une pression importante sur les milieux et les ressources, avec une pression par habitant qui reste faible en comparaison d'autres pays plus développés.

### Activités humaines

#### Agriculture

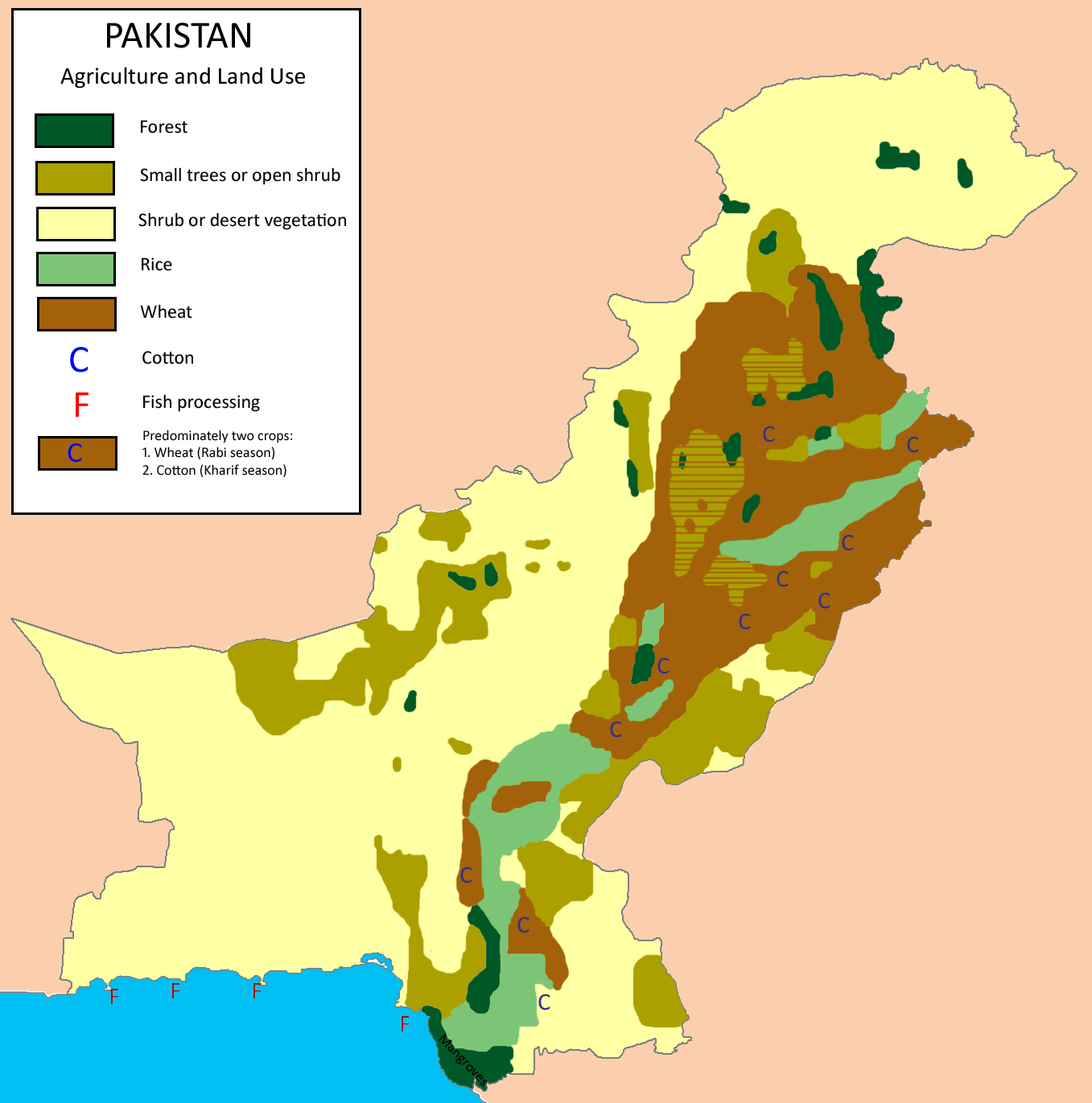
Agriculture et principales occupations du sol au Pakistan (blé en marron, riz en vert).

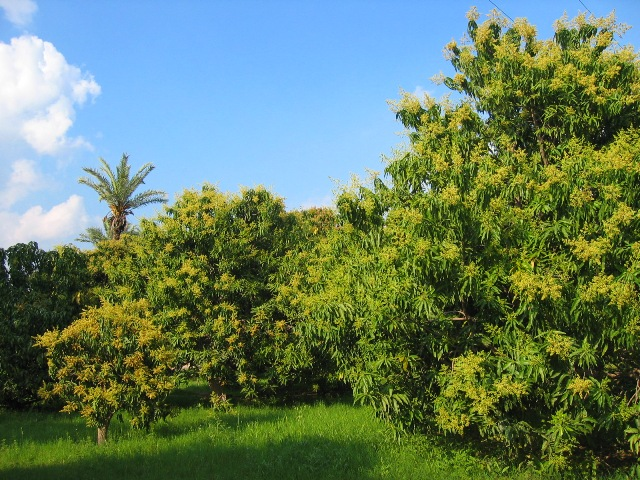
Mango Orchard in Multan, Pakistan

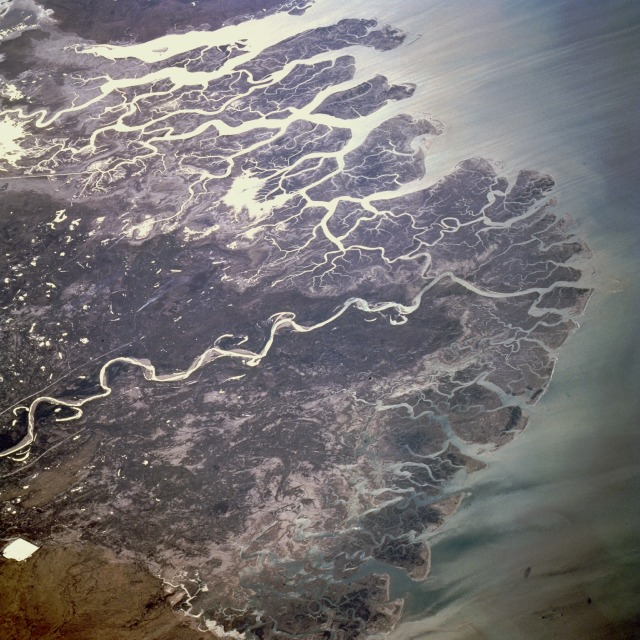
Delta de l'Indus

Seule une minorité du sol (plaine alluviale) est cultivable, à l'est du pays. Au nord (amont), les cultures sont majoritairement du blé, mais aussi du coton, au sud du riz.
Le Pakistan exporte surtout du riz, à destination de l’Iran, de l’Arabie saoudite ou du Bangladesh. L'impact est important sur les ressources en eau souterraine, qui sont exploitées plus vite qu'elles ne se renouvellent. Les trois quarts des produits issus des cultures les plus gourmandes en eau souterraine sont exportés par trois pays : le Pakistan , les États-Unis (coton, blé, maïs et soja, vers la Chine, le Japon et le Mexique) et l’Inde (riz et coton, surtout vers la Chine). 

#### Industries
Il y a plus de cinq mille usines au Pakistan, dont des usines textiles qui filent le coton (par exemple provenant de l'Inde, premier producteur mondial).
Dans la capitale, Shershah Colony est le quartier de l'électronique. On y recycle les déchets électroniques arrivés d'Europe ou d'ailleurs. Cette industrie polluante, déverse des produits toxiques tels que plomb, mercure, arsenic ou cadmium dissimulés dans les appareils. Cet impact est d'autant plus préoccupant que les usines emploient également des enfants, non protégés et particulièrement exposés du fait de leur sensibilité.

#### Transports
Le réseau de chemin de fer a une longueur totale de 8 163 kilomètres et dessert toutes les villes principales. En avril 2010, le total des autoroutes avait une longueur de 632 kilomètres. Le Pakistan possède 11 aéroports internationaux.

### Pollutions

#### Les émissions de gaz à effet de serre (GES)
Le Pakistan se trouve sur la ligne de front du changement climatique, même s’il est responsable de moins de 1 % des émissions mondiales de gaz à effet de serre, une injustice soulignée par Sherry Rehman, la ministre pakistanaise du changement climatique.

#### La pollution de l'air
D'après une étude de l'OMS publiée en 2014, à Peshawar, au Pakistan, le taux moyen de particules fines d'un diamètre égal ou inférieur à 10 micromètres (PM10) s'élève à 540 microgrammes par mètre cube entre 2008 et 2013, soit l'un des taux les plus élevés au monde, bien au-delà du seuil maximal de 20 microgrammes par mètre cube fixé par cet organisme. 

#### La pollution de l'eau
L'eau bu n'est souvent pas potable, les conséquences sanitaires sont catastrophiques dans ce pays où seulement 38 % des enfants sont nourris exclusivement au sein pendant leurs six premiers mois comme le recommande l'ONU - et ce d'autant plus que la pauvreté conduit à rationner les doses de lait artificiel en poudre mélangée à cette eau non potable. 

### Impacts de l'urbanisation
Le Pakistan est la cinquième nation la plus peuplée au monde.

## L'exposition aux risques

### Inondations
Le Pakistan est fortement exposé aux inondations. 
Durant l'été 2010, un cinquième du territoire pakistanais a été totalement recouvert par les eaux.
Les Inondations de 2022 au Pakistan provoquent au moins 1 700 morts et 12 800 blessés. 7,9 millions de personnes sont déplacés, dont 600 000 vivent dans des campements d’urgence. La sécurité alimentaire est en péril, et un million de maisons au total sont à reconstruire.

### Risques sanitaires
- Le pays est également exposé à des risques sanitaires dépendant des facteurs environnementaux. Par exemple, le paludisme se développe à la suite des inondations et de l'augmentation du nombre d'insectes.

### Crues dues à la fonte des glaciers
Les effets du réchauffement climatique se font sentir dans le Nord du Pakistan, où la fonte des glaciers de l'Himalaya dévaste de nombreux villages. Le Pakistan dispose de plus de 7 000 glaciers, soit plus qu'aucun autre pays sur Terre en dehors des terres polaires. Le réchauffement climatique provoque la fonte rapide des glaciers, créant des milliers de lacs glaciaires. Trente-trois de ces lacs, formés dans les chaînes de l'Himalaya, de l'Hindu Kush ou du Karakoram, risquent fortement de déborder et de déverser en aval des millions de mètres cubes d'eau et de débris, selon les autorités. Au moins 16 cas de vidange brutale d'un lac glaciaire causés par la hausse des températures ont déjà été recensés en 2022, contre cinq ou six en 2021.

## Politique environnementale au Pakistan

### Actions nationales
- Plantation d'arbres : en 2013, 847 275 arbres ont été plantés en une seule journée. En 2015 et 2016, des centaines de millions d'arbres ont été plantés dans le nord-ouest du pays, afin de lutter contre la déforestation[8].

### Évaluation environnementale globale
En 2015, l'organisation Global Footprint Network (GFN) indique que le Pakistan a un déficit en biocapacité. Les réserves agricole et en bois sont quasi nulles, et le bilan carbone est négatif avec une empreinte carbone dépassant de beaucoup la capacité forestière d'absorption, quasi nulle.
Le Pakistan, avec le Bangladesh, Haïti, le Timor oriental et l’Erythrée, possède l’empreinte écologique la plus faible au monde ramenée par habitant, avec environ 0,6 hag (hectare globaux) par habitant.